# George Mostow
George Daniel Mostow (4 luglio 1923 – 4 aprile 2017) è stato un matematico statunitense, conosciuto per i suoi contributi alla teoria dei gruppi di Lie.
Nel 1993 gli è stato assegnato il premio Steele per il contributo nei seminari e nella ricerca, e nel 2013 gli è stato conferito il premio Wolf per la matematica.